# Frances Tiafoe
Frances Tiafoe Jr. (n. 20 ianuarie 1998) este un jucător american de tenis. A fost clasat de Asociația Profesioniștilor din Tenis (ATP) pe locul 10 mondial la simplu, în iunie 2023, iar la dublu locul 160, în noiembrie 2021. Tiafoe a câștigat primul său titlu ATP la Delray Beach Open 2018 și a devenit cel mai tânăr american care a câștigat un titlu în Turul ATP de la Andy Roddick în 2002.